# Survival horror

### Историја Сурвивал Хоррора
Сматра се да је први Survival Horror био Alone in the Dark. Иако није био претежито успјешан, утемељио је жанр и поставио основе. Први успјешни Survival Horror је био капкомов Resident Evil, изашао 1998. за Play Station. За тадашње вријеме је имао изврсну графику, још увијек добру причу и представљао је велики изазов играчима ненавиклим на жанр. Потакнути успјехом, остали произвођачи су почели радити своје више-мање успјешне уратке. РЕ је дуго држао пријестоље Сурвајвала, до појаве јаког конкурента: Конамиевог Sillent Hill-а. СХ се, умјесто хектолитрима крви и много акције, користио атмосфером, комплицираном причом и надреалним призорима да би држао играча на константној напетости. Од тада па надаље се сви Хорори упоређују с РЕ и СХ. Још увијек се фанови боре око тога који је бољи: РЕ или СХ, али се све своди на исто: њихов успјех је поновио ријетко који Хорор (Fatal Frame).
РЕ и СХ имају више наставака, од којих се истичу надолазећи Resident Evil 4 за Game Cube и 2001. изашли Silent Hill 4 за Рачунар.

### Како се игра?
Главни циљ игре, на крају крајева, јест преживјети. Пред вас се постављају различити задаци (нпр., стићи до реактора и укључити га да би могли изаћи из зграде и наставити према излазу из града), који се нижу један по један, сваки све тежи. Да бисте успјешно обавили задатак, потребно је убијати непријатеље, ријешавати загонетке и сналазити се по простору.

#### Непријатељи
Они су ваша највећа пријетња, често су зомбији, мутанти (РЕ) или морбидна створења (СХ). У почетку су слабије врсте, касније долазе јаче и отпорније. Знају вас напасти у незгодном тренутку и добро престрашити. Опште, у оваквим играма је боље бјежати, скупљати залихе и напасти тек кад сте 90% сигурни да ћете их убити. Могуће их је заобићи на отвореним просторима, али у ходницима нећете имати избора. Има летећих непријатеља (знају вишеструко отежати пут), а у СХ4 неке је могуће само омамити .
Када пријеђете локацију, зна вас дочекати газда - непријатељ јачи (и ружнији) од обичних. Врло тешки, сваки захтијева посебну технику борбе. У РЕ3 главни противник - Немесис - вас покушава убити више пута, а сваки пут има другачију технику (постаје скоро непобједив када добије бацач ракета, а на крају игре га морате побиједити огромним ласером).
Оружја у „Survival Horror“-у су најчешће ватрена (пиштољ је скоро увијек прво оружје у игри), корисна јер задавају штету на даљину. Блиска (melee) оружја су ту само ако останете без метака у незгодној ситуацији, примјер блиски оружја: моторна пила, пнеупатски чекић...

#### Загонетке
Већина загонетки је у стилу „покупи-нађи-употријеби“ (кључ-врата-откључај). Сваки предмет који покупите има своју функцију коју морате открити и употријебити га на одређеном мјесту. Кроз игру се скупљају карте просторија и разни документи који вам помажу у одгонетавању загонетки и детаљније објашњавају причу. Комплицираније загонетке се појављују при крају игре, играчи често „запну“ на таквим дијеловима. Нема их пуно, али свака ће вас добро намучити.

### Прича и ликови
Често је прича у стилу Hollywoodskog филма, за примјер ћемо узети РЕ. У РЕ-у сте заробљени у великој вили опкољеној зомбијима, мутантима и разним другим створовима инфестирани Вирусом Т, произведен у тајном лабораторију Умбрелла компаније испод виле. Морате сазнати што се догодило и изаћи жив из комплекса. Можете изабрати хоћете ли водити Jill Valentine или Chris Redfield-a тј., лакшу или тежу верзију игре. Сваки лик има свој сценариј и радњу, тако да цијелу игру видите кад одиграте с оба лика. Разговори и важнији догађаји су приказани у анимацијама филмске квалитете. Овакав стил радње су пратили (и још прате) многи Хорори.
СХ је увео управо супротно од радње РЕ-а. Он има елемент наднаравнога, са тешко схватљивом радњом и дубоко карактеризованим ликовима, за разлику од плошних ликова у РЕ-у. СХ ни данас није потпуно разњашњен, љубитељи широм света смишљају теорије за објаснити радњу свих СХ наставака.